# 科利韦尔迪
科利韦尔迪（義大利語：是意大利伦巴第大区帕維亞省的市镇。面积为41.25平方公里，2019年人口数量为1074人。
该市镇是在2019年1月1日由原三个市镇卡内维诺、鲁伊诺、瓦尔韦尔德合并而成。